# آندره هلر (هنرمند)
فرانتس آندره هلر (آلمانی: Franz André Heller؛ ‏ تلفظ در آلمانی: [fʁant͡s anˈdʁeː ˈhεlɐ]؛ زادهٔ ۲۲ مارس ۱۹۴۷) هنرمند، مؤلف، مجسمه‌ساز، موسیقی‌دان، ترانه‌سرا، خواننده، کارگردان فیلم و فیلم‌نامه‌نویس اهل اتریش است.
از فیلم‌ها یا برنامه‌های تلویزیونی که وی در آن نقش داشته‌است، می‌توان به جاگ ماندیر اشاره کرد.
وی همچنین برندهٔ جوایزی همچون جایزه بامبی شده‌است.